# Armenia (Quindío)
Armenia è un comune della Colombia, capoluogo del dipartimento di Quindío.

## Storia
L'abitato venne fondato da Jesús María Ocampo Toro, Alejandro e Jesús María Suárez nel 1889.